# Protostern
Ein Protostern (von gr. protos = der Erste) ist ein Bereich innerhalb einer kollabierenden interstellaren Wolke, der bereits annähernd ein hydrostatisches Gleichgewicht erreicht hat und durch einen stetigen, gravitationsbedingten Massezuwachs aus der umgebenden Wolke schließlich zu einem Stern wird. Während seines langsamen Kollapses setzt ein Protostern Gravitationsenergie in Wärme um, die als Infrarotstrahlung abgegeben wird.

## Entstehung und weitere Entwicklung

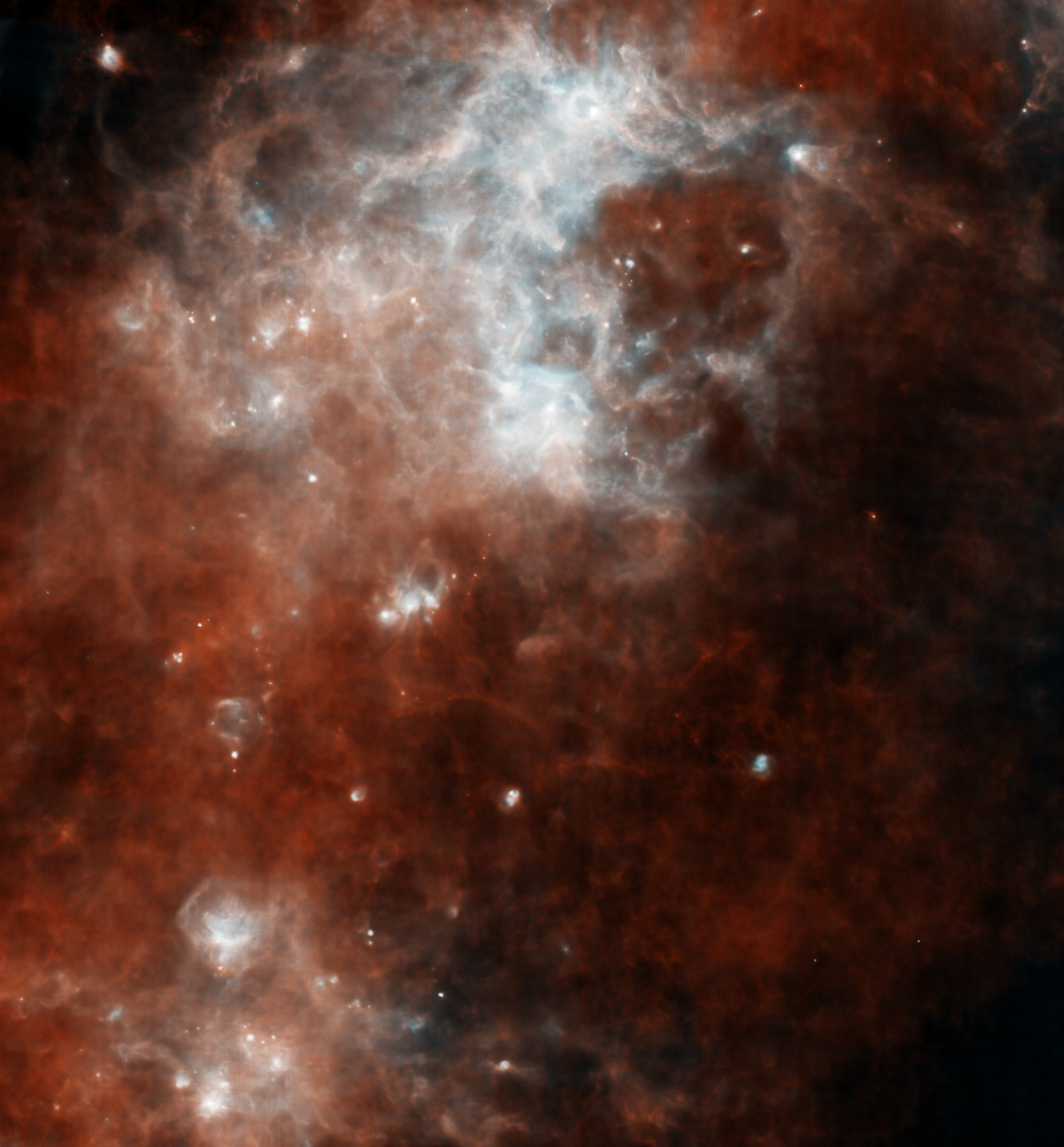
Infrarotbild einer Materiewolke, in der sich Sterne bilden

Voraussetzung für die Entstehung von Sternen ist das Vorhandensein vergleichsweise dichter, kühler Materiewolken, sogenannter Molekülwolken. Solche Wolken bestehen zu rund 70 % aus molekularem Wasserstoff (H2) sowie zu wesentlich kleineren Teilen aus anderen Molekülen wie Kohlenmonoxid (CO), Silikat- und Graphitteilchen. Damit sich in Molekülwolken Protosterne und letztlich Sterne entwickeln können, müssen die Molekülwolken das Jeans-Kriterium erfüllen. Das Jeans-Kriterium (nach dem englischen Mathematiker und Physiker James Hopwood Jeans) gibt an, welche Masse eine Wolke haben muss, damit sie bei einer bestimmten Temperatur und Dichte kollabiert. Vorteilhaft für die Sternentstehung ist eine große Masse und eine geringe Temperatur. Ist das Jeans-Kriterium in einzelnen Bereichen in einer Molekülwolke erfüllt, kollabieren diese, und die Molekülwolke zerbricht in mehrere Teilwolken (Fragmentierung). Diese Fragmente können wiederum in weitere, kleinere Fragmente zerfallen, deren Dichte immer weiter zunimmt.
Wenn eine gewisse Dichte einer Teilwolke erreicht ist, kann die Strahlung die Wolke nicht mehr ungehindert verlassen. Dadurch heizt sich der Zentralbereich der Wolke auf, Temperatur und Druck steigen. Der Kern tritt in einen ersten fast hydrostatischen Zustand ein. Die Wolke besteht nun aus einem ersten Kern mit einer dünnen Gashülle, die den Kern umgibt.
Was jetzt folgt, ist die sogenannte Kelvin-Helmholtz-Kontraktionsphase, die viel langsamer als vorher abläuft. Während dieser Phase fällt weiter Materie aus der Hülle auf den Protostern und sorgt so für einen weiteren Massenzuwachs (Akkretion) und einen Anstieg der Temperatur, so dass Wasserstoff und Helium im Kern ionisiert werden. Durch diesen Vorgang verliert der Kern viel Energie, so dass Temperatur und Druck nicht weiter ansteigen können. Dadurch kann die Wolke ein zweites Mal kollabieren, was erst zum Stillstand kommt, wenn alle Atome vollständig ionisiert sind. Es tritt wieder ein quasi hydrostatischer Zustand mit einem „zweiten“ Kern ein. Sobald sich das quasi hydrostatische Gleichgewicht einstellt, spricht man von einem Protostern.
Die Akkretion geht nun so lange weiter, bis die gesamte Materie in den Kern gefallen ist. Wenn die Materie vollständig auf den Kern gefallen ist und das molekulare Gas komplett ionisiert ist, erreicht der Protostern das Hayashi-Stadium. Seit den Forschungsergebnissen der Astrophysiker Hayashi und Nakano spricht man ab diesem Stadium nicht mehr von Protosternen, sondern von „jungen Sternen“ oder „Vorhauptreihensternen“, die weiter unterteilt werden in „T-Tauri-Sterne“ und „Herbig-Ae/Be-Sterne“.
Protosterne und dann junge Sterne kontrahieren so lange weiter, bis die Temperatur in ihrem Inneren 3 Mio. Kelvin übersteigt, wodurch das Wasserstoffbrennen anspringt und der Strahlungsdruck den Stern stabilisiert. Der Stern ist nun geboren und wandert auf die Hauptreihe.

## Position auf dem Hertzsprung-Russell-Diagramm
Der Zustand einer kollabierenden Gaswolke befindet sich im Hertzsprung-Russell-Diagramm zunächst rechts von der Hayashi-Linie und läuft auf diese zu. Man spricht von einem Protostern, wenn der Zustand der Gaswolke die Hayashi-Linie erreicht hat und sich das hydrostatische Gleichgewicht einstellt.

## Beispiele für beobachtete Protosterne
Die Forscher Philippe Andre, Derek Ward-Thompson und Mary Barsony haben, nach einem Bericht des Magazins New Scientist vom 20. Februar 1993, den mit etwa 10.000 Jahren jüngsten je beobachteten Stern gefunden. Der Protostern mit der Bezeichnung VLA 1623 wurde mit dem James Clerk Maxwell Teleskop auf Hawaii aufgespürt.
Am 10. Juli 2013 teilte die ESO mit, dass sie mit dem ALMA-Teleskop in Chile den bisher größten Protostern in der Milchstraße mit einer Masse von derzeit 500 Sonnenmassen entdeckt hat. Der noch wachsende und bis jetzt noch namenlose Himmelskörper ist 11.000 Lichtjahre entfernt in der Dunkelwolke Spitzer Dark Cloud  335.579-0.292.
Ein weiteres Beispiel eines beobachteten Protosterns ist W75N(B)-VLA2, auch VLA2 oder Very Large Array 2 genannt, ein Protostern im Sternhaufen W75N(B), der 4200 Lichtjahre von der Erde entfernt ist.